# 키요라 하류
키요라 하류(일본어: きよら 羽龍 きよら はりゅう[*], 9월 8일 - )는 다카라즈카 가극단 츠키구미에 소속되어 있는 여역이다.
도쿄도 네리마구 출신, 오챠노미즈여자대학부속중학교 출신이다. 키 161cm, 애칭은 "오하네(おはね)"이다.

## 약력
2016년, 다카라즈카 음악학교에 입학.
2018년 다카라즈카 가극단 104기생으로 입단. 호시구미 공연 「ANOTHER WORLD／Killer Rouge」로 초무대.  그 후 츠키구미에 배속.
2019년, 한큐한신 첫 참배 포스터 모델로 기용되다.
2021년, 타마키 료ㆍ미소노 사쿠라 톱 콤비 퇴단공연 「오란키 (桜嵐記)」로 신인공연 첫 히로인. 원래는 2020년에 공연한 「피가로 광소곡」으로 첫 히로인을 맡을 예정이었으나, 코로나 바이러스 확대로 공연 중지가 되어, 1년 4개월만의 신인공연이 행해졌다. 이어서 「LOVE AND ALL THAT JAZZ」로 바우홀 공연 첫 히로인을 맡았다.

## 주요 무대
| 기간 (월)      | 소속 | 제목                                    | 공연장                                 | 배역                                | 비고                                    |
| -------------- | ---- | --------------------------------------- | -------------------------------------- | ----------------------------------- | --------------------------------------- |
| 2018년         |      |                                         |                                        |                                     |                                         |
| 4 - 6          | 호시 | ANOTHER WORLD                           | 다카라즈카 대극장                      |                                     | 초무대                                  |
| 4 - 6          | 호시 | Killer Rouge                            | 다카라즈카 대극장                      |                                     | 초무대                                  |
| 8 - 11         | 츠키 | 엘리자베트 -사랑과 죽음의 론도-         | 다카라즈카 대극장 도쿄 다카라즈카 극장 |                                     |                                         |
| 2019년         |      |                                         |                                        |                                     |                                         |
| 1              | 츠키 | Anna karenina (안나 카레리나)           | 바우홀                                 | 에카테리나 시첼바츠키 (키티)        |                                         |
| 3 - 6          | 츠키 | 몽현무쌍                                | 다카라즈카 대극장 도쿄 다카라즈카 극장 | 린야 죠타로 (신인공연)              | 본역 : 유이 카렌                        |
| 3 - 6          | 츠키 | 크룬테이프 천사의 도시                  | 다카라즈카 대극장 도쿄 다카라즈카 극장 |                                     |                                         |
| 7 - 8          | 츠키 | 체게바라                                | 일본청년관 드라마시티                  | 엘리세오 가르시아                   |                                         |
| 10 - 12        | 츠키 | I AM FROM AUSTRIA - 고향은 달콤한 조사- | 다카라즈카 대극장 도쿄 다카라즈카 극장 | 슈티클 가브리엘라 (신인공연)        | 본역 : 유이 카렌                        |
| 2020년         |      |                                         |                                        |                                     |                                         |
| 2              | 츠키 | 적과 흑                                 | 미소노좌                               | 엘리자 / 레스트 부인                |                                         |
| 9 - 2021년 1월 | 츠키 | WELCOME TO TAKARAZUKA - 눈과 달과 꽃과- | 다카라즈카 대극장 도쿄 다카라즈카 극장 |                                     |                                         |
| 9 - 2021년 1월 | 츠키 | 피가로 광소곡                           | 다카라즈카 대극장 도쿄 다카라즈카 극장 | 비비안느                            | 우타 치즈루와 더블 캐스트               |
| 2021년         |      |                                         |                                        |                                     |                                         |
| 2 - 3          | 츠키 | 달 레이크의 사랑                        | TBS아카사카ACT시어터 드라마시티        | 리타                                |                                         |
| 5 - 8          | 츠키 | 오란키 (桜嵐記)                         | 다카라즈카 대극장 도쿄 다카라즈카 극장 | 벤나이시 (소녀) 벤나이시 (신인공연) | 본역 : 미소노 사쿠라 신인공연 첫 히로인 |
| 5 - 8          | 츠키 | Dream Chaser                            | 다카라즈카 대극장 도쿄 다카라즈카 극장 |                                     |                                         |
| 10             | 츠키 | LOVE AND ALL THAT JAZZ                  | 바우홀                                 | 레너티 야닝스                       | 바우 첫 히로인                          |
| 2022년         |      |                                         |                                        |                                     |                                         |
| 1              | 츠키 | 오늘 밤, 로망스극장에서                 | 다카라즈카 대극장                      | 아와지 치카게 / 사진의 여자         | 트리플 에트와르                         |
| 1              | 츠키 | FULL SWING!                             | 다카라즈카 대극장                      |                                     | 트리플 에트와르                         |

## 출연 이벤트
- 2018년 12월, 다카라즈카 스페셜 2018 『Say! Hey! Show Up!!』 (코러스)

## 광고
- 2019년 『한큐한신』 첫 참배 포스터 모델